# HD 111915
HD 106321 (e Centauri) é uma estrela na constelação de Centaurus. Com uma magnitude aparente visual de 4,33, pode ser vista a olho nu em locais sem poluição luminosa excessiva. Medições de paralaxe pelo satélite Hipparcos indicam que está a uma distância de aproximadamente 294 anos-luz (90 parsecs) da Terra. É uma estrela gigante de classe K com tipo espectral de K3/K4III. Seu diâmetro angular foi medido em 2,97 ± 0,03 milissegundos de arco, o que corresponde a um raio de 29 vezes o raio solar. Está brilhando com 240 vezes a luminosidade solar e tem uma temperatura efetiva de 4 370 K, portanto tem coloração alaranjada. Não possui estrelas companheiras conhecidas.